# 擬馬來西亞黃蘚
擬馬來西亞黃蘚（学名：Distichophyllum pseudomalayense）为油蘚科黃蘚屬下的一个种。